# صد بند
صد بند نام یک کتاب ادبی است که توسط رابیندرانات تاگور، نویسندهٔ اهل هند نوشته شده‌است.